# Visjön (Ovikens socken, Jämtland)
Visjön är en sjö i Bergs kommun i Jämtland och ingår i Indalsälvens huvudavrinningsområde. Sjön har en area på 0,879 kvadratkilometer och ligger 886,2 meter över havet. Sjön avvattnas av vattendraget Lekarån.

## Delavrinningsområde
Visjön ingår i det delavrinningsområde (698972-139086) som SMHI kallar för Utloppet av Visjön. Medelhöjden är 905 meter över havet och ytan är 6,2 kvadratkilometer. Det finns inga avrinningsområden uppströms utan avrinningsområdet är högsta punkten. Lekarån som avvattnar avrinningsområdet har biflödesordning 3, vilket innebär att vattnet flödar genom totalt 3 vattendrag innan det når havet efter 336 kilometer. Avrinningsområdet består mestadels av kalfjäll (74 procent). Avrinningsområdet har 0,88 kvadratkilometer vattenytor vilket ger det en sjöprocent på 14,1 procent.